# 데이먼 알반
데이먼 알반(영어: Damon Albarn, OBE, 1968년 3월 23일 ~ )은 영국의 싱어송라이터로, 록 밴드 블러의 프론트맨으로 잘 알려져있다.
가상 밴드 고릴라즈를 결성하고 더 굿, 더 배드 & 더 퀸(The Good, the Bad & the Queen) 등 여러 프로젝트 그룹을 조직해 실험적인 시도들을 선보였으며, 2014년에는 솔로 정규 1집 《Everyday Robots》를 냈다.

## 사생활
데이먼 알반은 엘라스티카의 프론트우먼 저스틴 프리시만과 오랜 기간 교제했다. 현재는 수지 윈스탠리(Suzi Winstanley)와 함께 살고 있으며, 이들의 딸 미시(Missy)가 1999년에 태어났다. 알반은 반전 운동 지지자로, 미국이 아프가니스탄과 이라크에 일으킨 전쟁에 대해 비판하기도 하였다.

## 서훈
- 2016년 대영 제국 훈장 4등급(OBE) 수훈[1]